# Сант-Андреа-делле-Фратте
Сант-Андре́а-де́лле-Фра́тте (итал. La basilica di Sant'Andrea delle Fratte — базилика Святого Андрея в зарослях) — католическая церковь, расположенная в центре Рима, в районе Колонна. В старину церковь находилась «внутри садов, в огороженном листвой месте» (лат. infra hortes), отсюда последующее итальянское название: (итал. frattа — «заросли, изгородь из кустарника»). До 1585 года базилика являлась национальной церковью шотландцев, затем папа Сикст V передал её ордену минимов. С 12 марта 1960 года — титулярная базилика, посвящённая Святому Андрею. 25 апреля 1942 года папа Пий XII возвел церковь в ранг малой базилики.

## История
Церковь на этом месте существовала ещё в XI веке, была перестроена между 1653 и 1658 годами в стиле барокко по проекту выдающегося архитектора Франческо Борромини. Работу продолжил Маттиа де Росси. Фасад церкви завершил архитектор Паскуале Белли в 1826 году, который, вероятно, следуя совету Джузеппе Валадье, спроектировал фасад в соответствии с традиционными схемами римских церквей XVI века. Клуатр церкви украшен фресками XVII века.
Франческо Борромини превратил церковь в значительный памятник римского барокко и своего собственного уникального стиля. Он построил необычную, круглую в плане двухъярусную кампанилу (колокольню), капители второго яруса поддерживают гермы двуликого Януса, а купол укреплён контрфорсами с каменными факелами, которые придали сечению яруса образ косого креста Святого Андрея. Контраст между тибуриумом над средокрестием, оставшимся без купольного покрытия, выполненным из грубого кирпича, и бело-мраморной колокольней, разителен. Несмотря на то, что комплекс не был достроен, он всегда был одним из самых изучаемых произведений архитектора Борромини. Заслуживают внимания многочисленные рисунки Филиппо Юварры, который вдохновлялся этой церковью при строительстве в 1732 году купола базилики Сант-Андреа в Мантуе.

## Интерьер
Церковь имеет план в виде латинского креста с одним нефом, трансептом и глубокой апсидой. По сторонам расположены три капеллы. Богато украшенный интерьер содержит многие произведения искусства художников XVII и XVIII веков, среди которых картины Франческо Коцца, Франческо Кейроло, Джованни Баттиста Майни, Джузеппе Боттани, Паоло Пози, Пьетро Браччи и Андреа Паскуалино Марини да Реканати.
Вторая капелла справа (семьи Аккорамбони), возможно, также работа Борромини, изначально имела планировку, похожую на планировку капеллы Спада в церкви Сан-Джироламо-делла-Карита. Капелла напротив посвящена «Мадонне Чудес» (Madonna del Miracolo) с образом Девы Марии Чудес в центре алтаря.
Два алтаря в трансепте — работа Луиджи Ванвителли (слева) и Филиппо Бариджони (справа). В пресвитерии находятся картины разных художников, в том числе «Мученичество Святого Андрея» Ладзаро Бальди.
Внутри церкви установлены оригиналы статуй двух ангелов (1668—1669 годов), выполненные выдающимся мастером итальянского барокко Джованни Лоренцо Бернини для моста Святого Ангела: ангел с «титулом» INRI и ангел с терновым венцом.
Вместе с другими работами его учеников они были сочтены слишком ценными, чтобы подвергать их атмосферному воздействию, и были переданы в дар скульптору. В 1729 году наследники Джованни Лоренцо Бернини, жившие в соседнем здании, подарили церкви статуи двух ангелов.
Под главным алтарем и пресвитерием находится крипта, внутри которой имеется единственный в Риме образец патридария.
Орган церкви был построен в 1933 году фирмой Бальбиани Вегецци-Босси и впоследствии расширен фирмой Континиелло. Расположенный в двух глубоких хорах, которые выходят на две боковые стены пресвитерия, он имеет электрическое управление и 32 регистра с пультом, оборудованным тремя клавиатурами и педальной панелью.
В окрестностях базилики жил в 1520-х годах голландский художник Паулюс Бор. В церкви похоронены живописцы Ангелика Кауфман, Антонио Карраччи, скульптор Рудольф Шадов, а также русский портретист Орест Кипренский.
Церковь Сант-Андреа также называют святилищем Богоматери Чудотворной, потому что в ней по преданию 20 января 1842 года французский юрист (а позднее и священник) еврейского происхождения Альфонс Мари Ратисбонн наблюдал явление Девы Марии. Факт, признанный католической церковью, послужил причиной обращения Ратисбонна в католицизм.

## Титулярная церковь
Церковь Сант-Андреа-делле-Фратте является титулярной церковью. Кардиналом-священником с титулом церкви Сант-Андреа-делле-Фратте с 21 октября 2003 года является итальянский кардинал Эннио Антонелли.

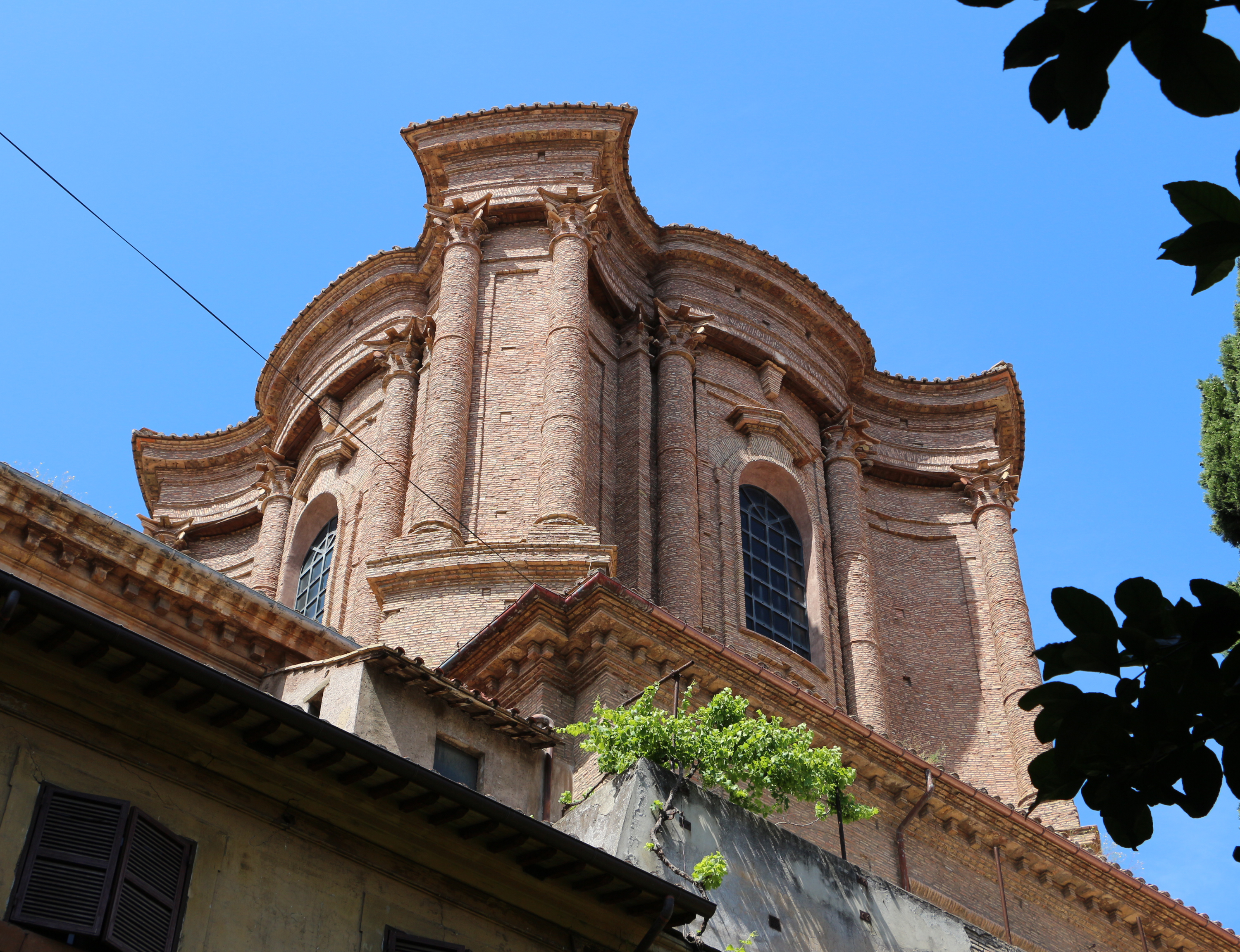
Тибуриум церкви. Архитектор Ф. Борромини
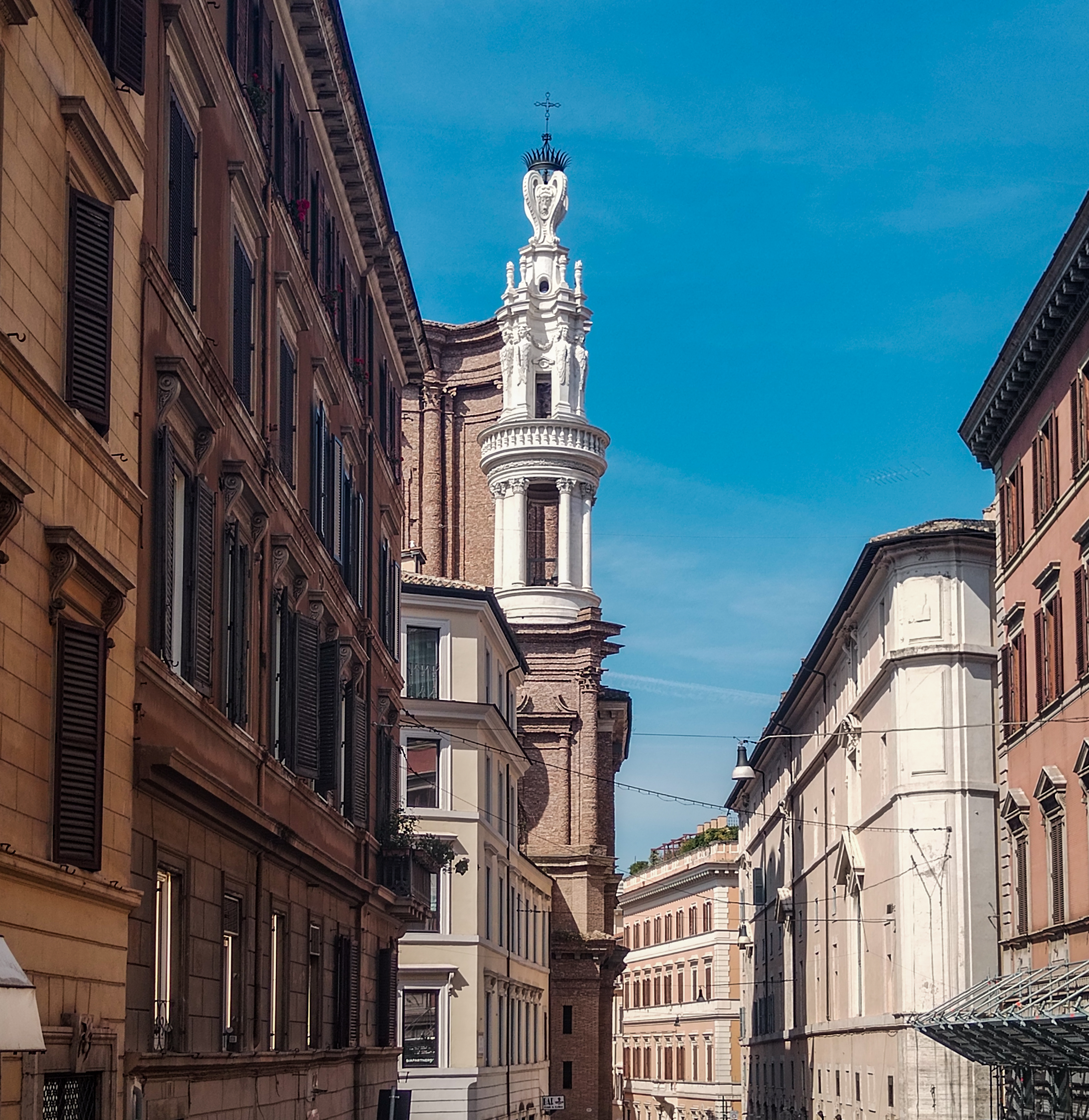
Общий вид кампанилы (колокольни) Борромини
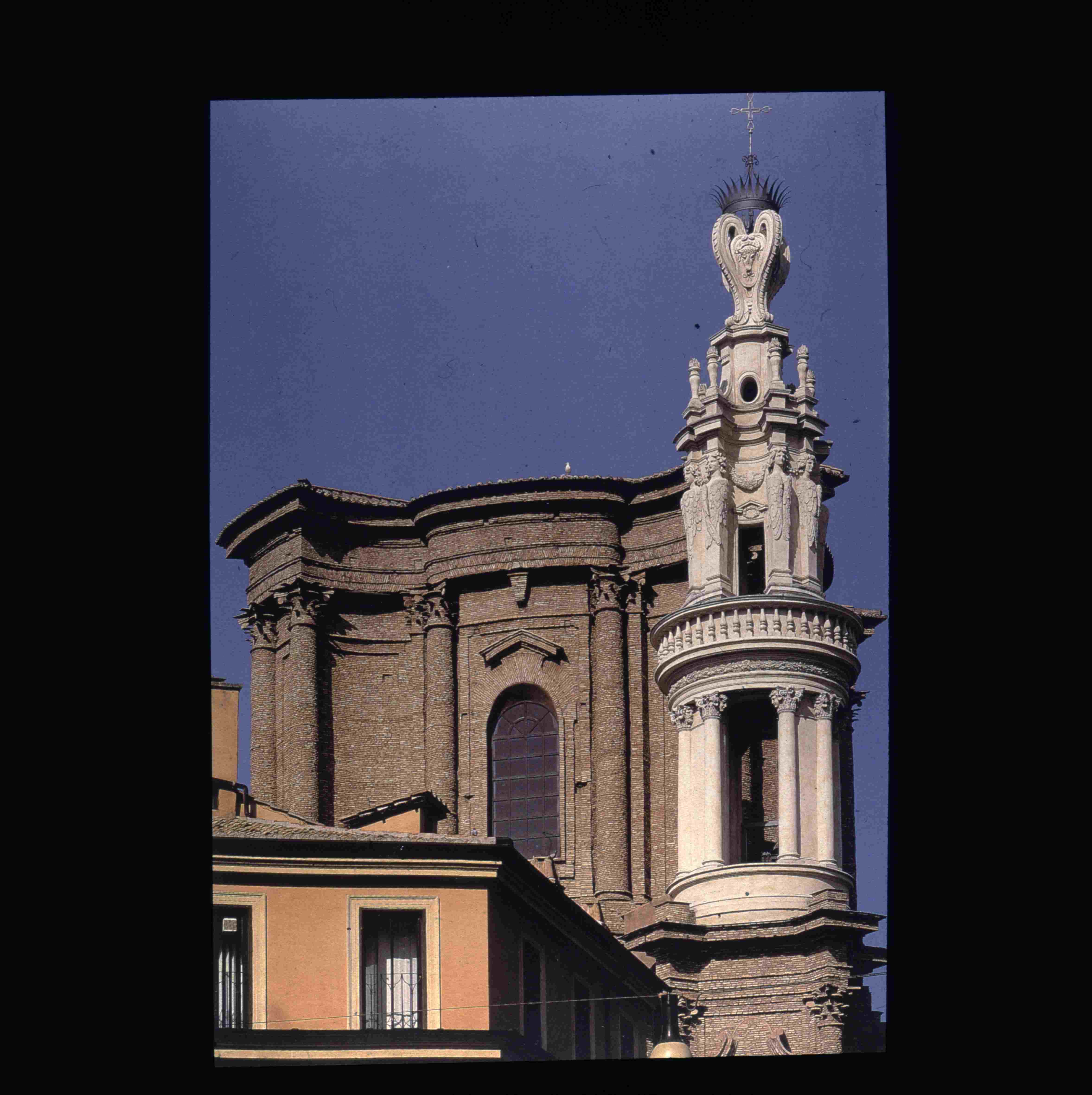
Tибуриум и кампанила
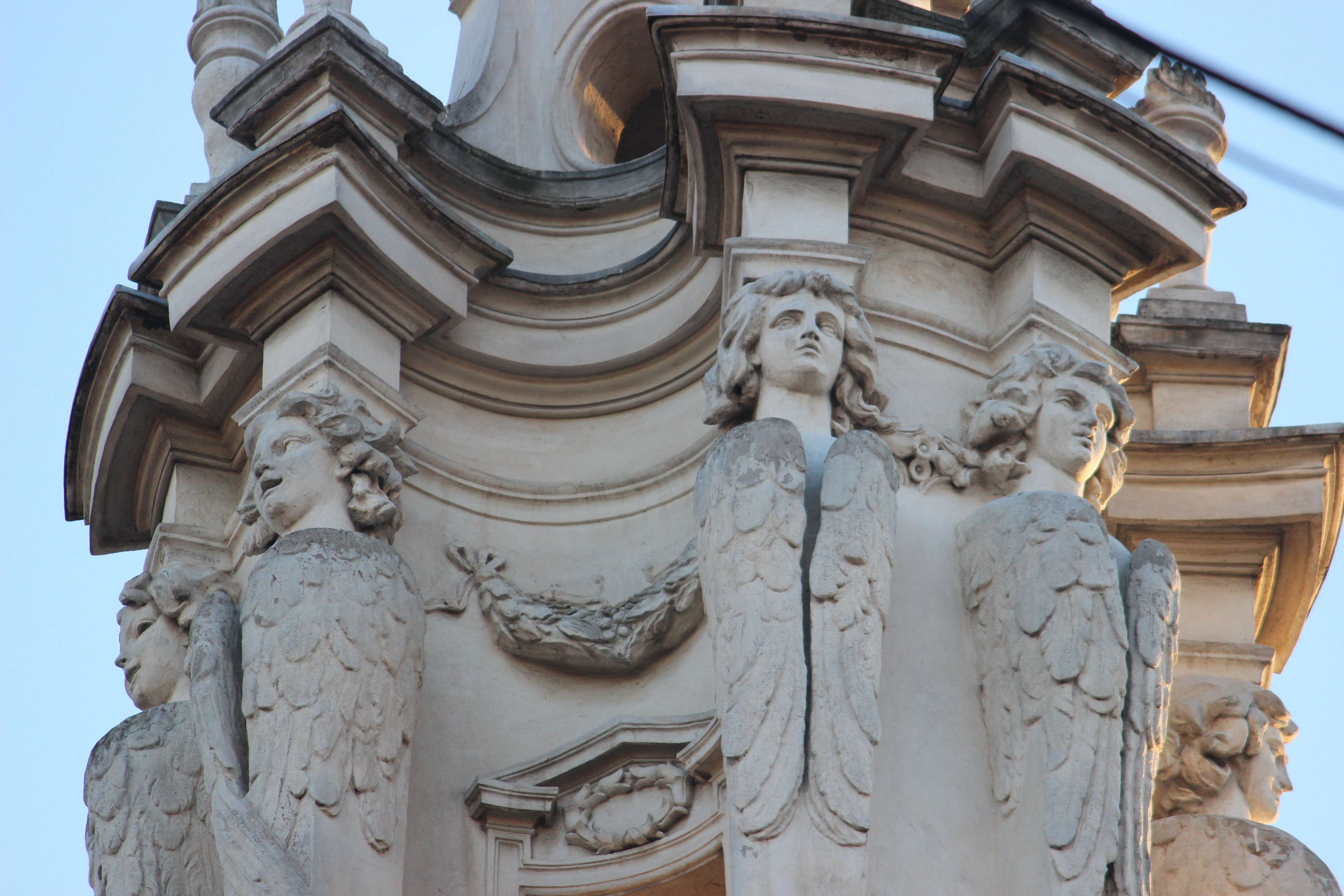
Гермы кампанилы
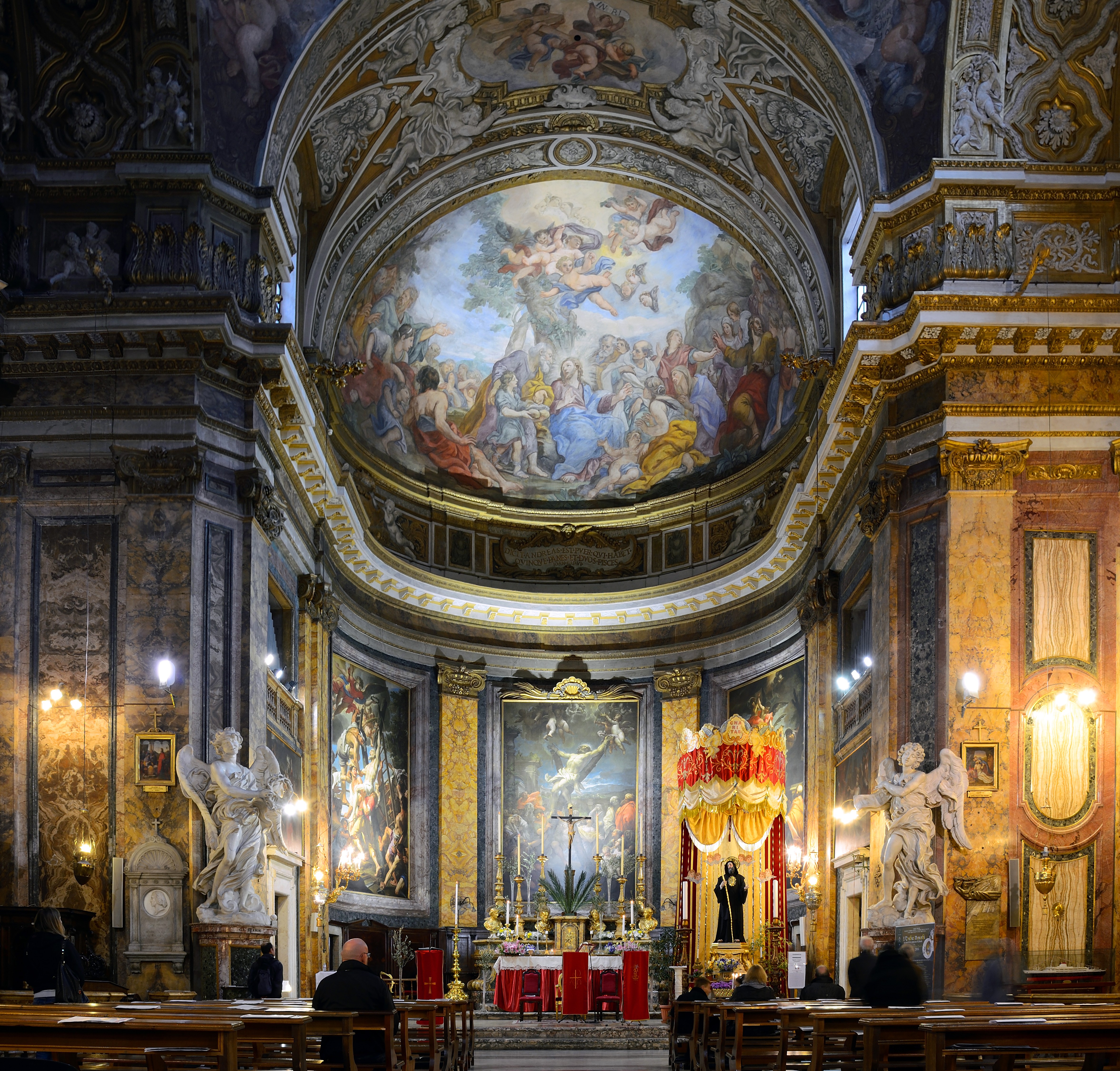
Апсида и главный алтарь
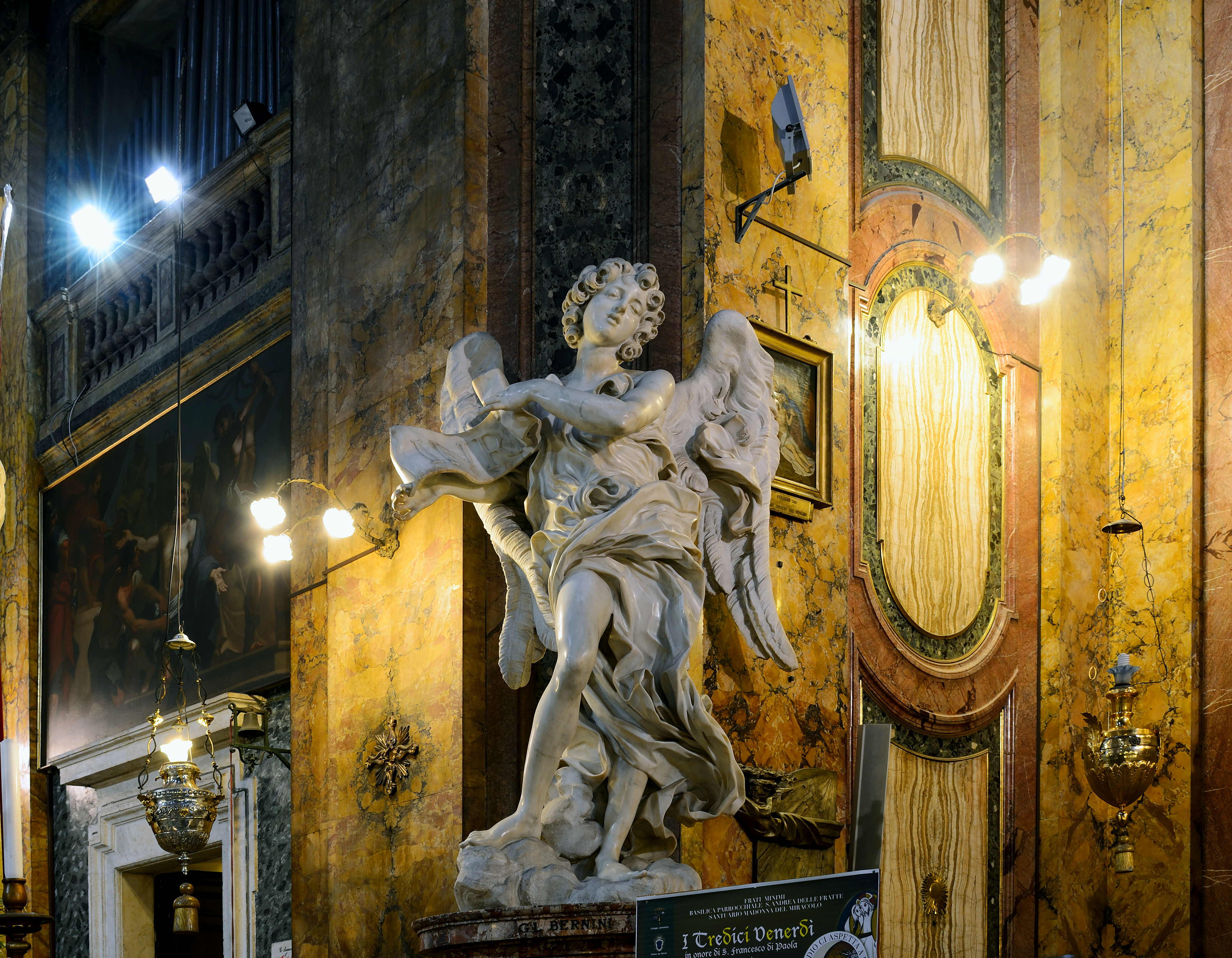
Статуя ангела с «титулом» INRI. Дж. Л. Бернини
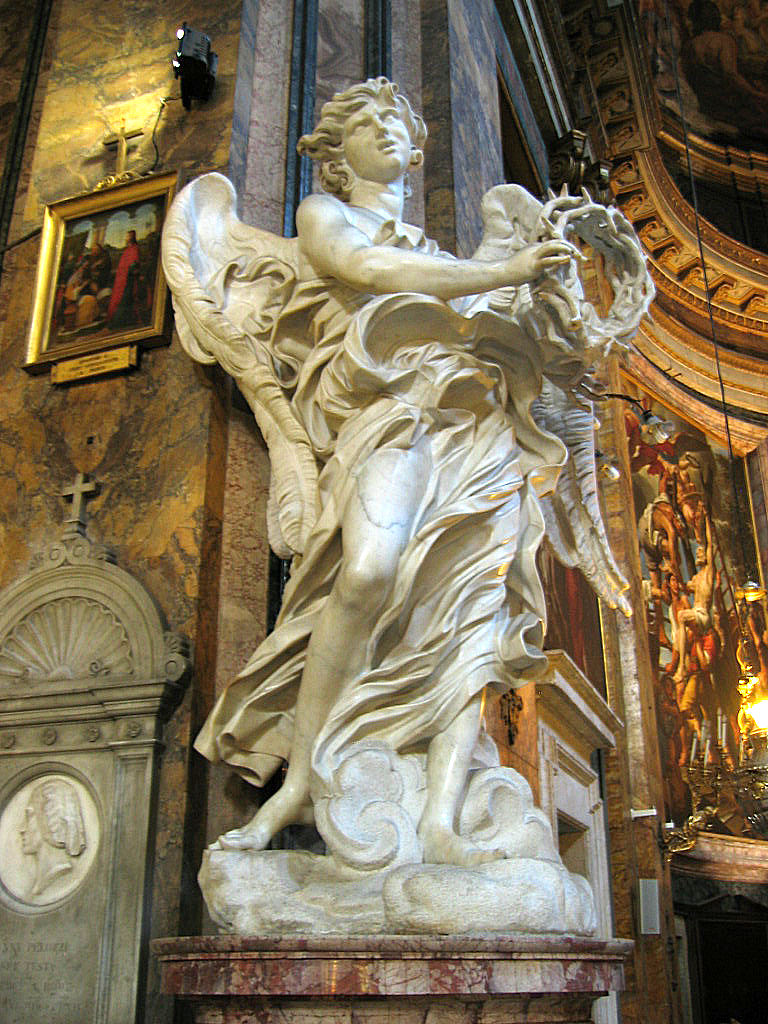
Ангел с терновым венцом
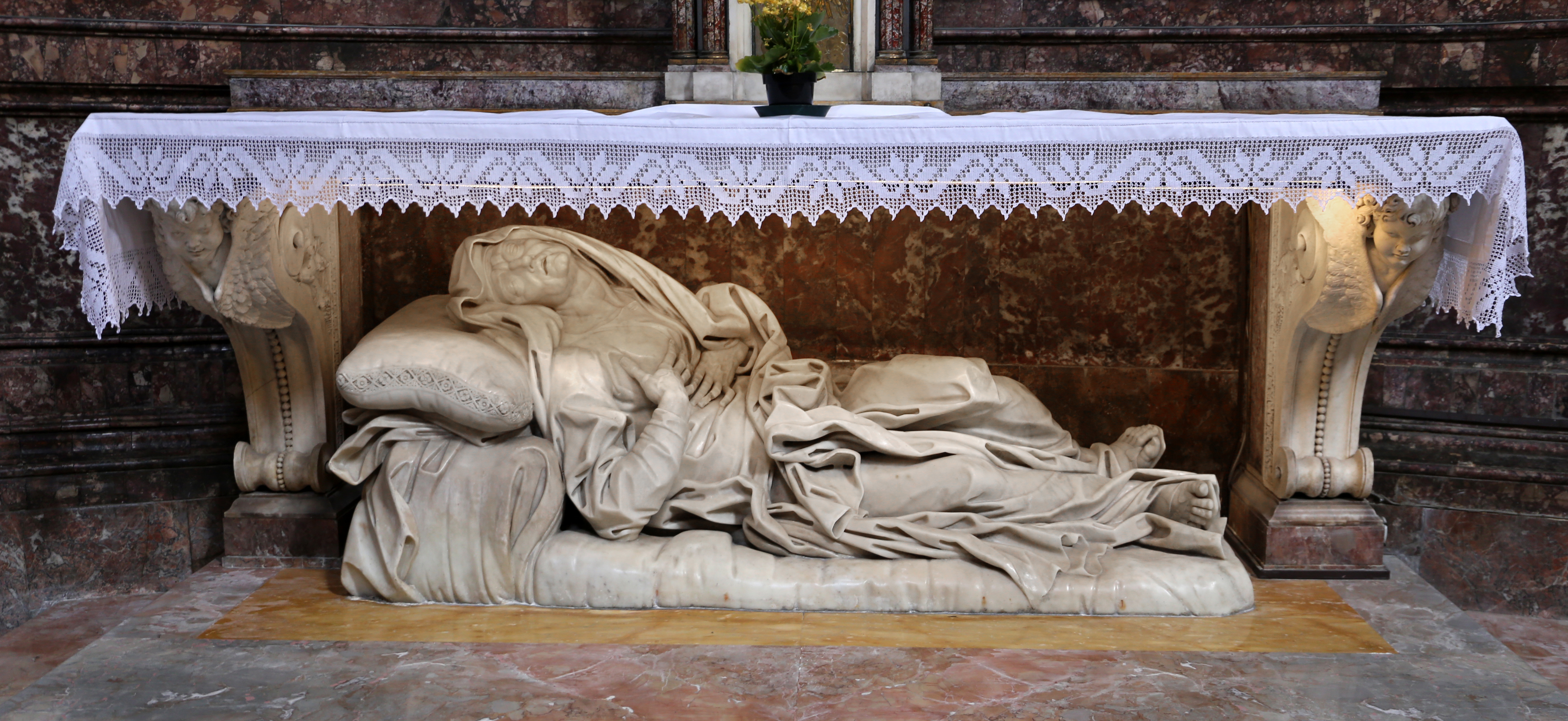
Дж. Б. Майни. Святая Анна. 1750—1752. Капелла Святой Анны